# 挪威森林貓
Skogkatt 是挪威土語“森林貓”，因此純種貓的品種中，挪威森林貓的土語便是“Norsk Skogkatt”，英語中有許多不同的俗稱，如：Wegie，也稱為 Skogkatt。

## 分类
根據 Fédération Internationale Féline 簡稱FiFé 的分類：
- 第一類：長毛貓
- 第二類：半長毛貓
- 第三類：短毛和索馬利
- 第四類：暹罗猫和東方貓種

挪威森林貓屬于天然的貓種，列為第二類半長毛貓。

## 來源
在古老的挪威神話中，有兩頭如獅子一樣灰色的貓，拖著主宰豐饒和愛情的女神弗蕾雅的神車，飛馳天際，這兩頭貓，非常強壯和身形巨大，這個神話一代一代的口傳。而神話中巨大的貓，跟現代的挪威森林貓的描述非常相似。因此，挪威森林貓的來源可以追溯千年的歷史。
由于長久而來這一個神話都只是口述，直至1835年，民俗学家 Peter Christian Asbjørnsen （页面存档备份，存于） 和詩人 Jørgen Moe （页面存档备份，存于） 撰寫并出版了一套精選的挪威民間故事和民歌，而令挪威森林貓的廣為人知。
然而本來在長居森林的長毛貓，因為跟普通短毛家貓混雜，而由于短毛基因是顯性，而主宰長毛的是隱性基因，因此大部分的後代都變成短毛，純種的長毛挪威森林貓在長期交雜后，變得越來越少，在1930年代，開始有挪威的純種貓配育員開始關注這種傳說中的貓正在逐漸消失，便開始策劃繁殖計劃。由于早期要找到完全純種和符合標準的森林貓非常艱難，早期的繁殖計劃可以說是裹足不前。一群熱誠的保衛挪威國貓配育員繼續努力不懈，得到驕人的成果，在二次大戰前，已經有挪威森林貓在奧斯陸的貓展中出現。在1973年，經過多年的努力爭取，挪威森林貓在法國巴黎，被 FiFé （页面存档备份，存于） 認同，并列為 FiFé 認可的純種貓。

## 體型特徵
最特別的地方是這是唯一的貓種擁有兩層毛且松软，外層像鵝毛一樣的油面，背有防水功能，無論下雨、下雪或在水中游泳，都可以令毛不會潮濕，而很容易風乾。在這一層長毛下，是一層如羊毛一樣的底毛，在寒冬保暖。而夏天的時候，這一層羊毛會脫下，只保留在臀部周圍和前肢腋下的羊毛，從后面看，好像穿了一條褲子一樣。而在秋天這一層羊毛會開始生長。
貓掌巨大而圓潤，在腳趾間有毛髮，方便在冰雪上行動，不會滑溜，而且包著腳掌不會凍傷。
尾巴如狐貍，长度接近体長且擁有非常長的毛髮，貓卷著休息的時候，可以保暖。
頭型三角形，正面看是一個倒等邊三角形，側面的輪廓，從眉心至鼻尖有一個滑溜的斜坡形狀。方便探頭進洞中狩獵。這是跟頭型比較呈方形的緬因貓最容易區別的地方。
耳朵大而有長毛，在頭上張開性地生長。
骨胳強壯，身形相對比較大，公貓成貓體重可達6-8公斤，母貓體重從4公斤至6公斤。
眼睛杏型而非常有警覺性。

## 性格特質
好動活潑，勇敢，幾乎是唯一一種從高處面向地面俯衝而下，仍毫無懼色的貓。喜歡小孩，性格溫順，跟其他家中成員包括不論貓狗都可以和諧相處。挪威森林貓一般會把家中的一個人類成員視為最好的朋友，而會跟這一個指定的朋友形影不離。而覺得自己是家中的一分子，無論家裡發生什麼事情，他們都喜歡參與，從吃飯、招待到訪的朋友到家庭會議。比較值得注意是如果有挪威森林貓在家的人，每一次舉步時候，都要先看看清楚腳邊，因為他們喜歡親近人類的性格，而經常貼著人的腳不論前後左右，很多時候會造成意外。挪威森林貓的叫聲很奇特，短句不是普通的“喵”一聲，而是bru，長句子，更像歌聲混合，母貓和公貓的叫法也不一樣。公貓比較斷續，母貓比較連貫。
挪威森林貓非常聰明。是經常用作寵物療法的貓醫師。

## 健康
挪威森林貓屬于天然貓種，由于基因沒有特別經過人工繁殖而大量修改，因此純種貓普遍的遺傳病，如心臟、腎、眼睛和呼吸方面的病例非常罕見。挪威森林貓本土的生存溫度，冬天達零下16度，夏天最高溫度為24度。是怕熱不怕寒冷的貓種。

#### 肝醣儲積症第四型 GSD IV
嚴重受影響的幼貓，將會是死胎或在出生後不久死亡，這是由于在分娩過程中和出生的第一個小時血糖低（不能產生足夠的葡萄糖）。在罕有的情況下，受感染的幼貓可以“正常”地發育直至4-5月歲。罹病的幼貓會有間歇性的發燒（上升和下降）、發抖和動作不能協調，之後幼貓會停止發育，這種疾病導致肌肉神經逐漸退化，肌肉嚴重地無力、萎縮，四肢無力（特別是後腿）、食欲不振、自行清潔、心臟衰退、昏迷，最後在15月歲前死亡。但幼貓通常都在這一個年齡以前進行安樂死，避免受苦。

##### 基因突變與承襲
引起肝醣儲積症第四型 GSD IV 的基因，由美國的 Dr. John Fyfe 發現，他同時在1996年發展了為挪威森林貓的基因突變的基因測試。歐洲在2007年開始，已經可以進行這一種體檢。在美國這種病有15%的報告，而在歐洲的統計，約2300隻經過體檢的挪威森林貓中有12%是帶有這種特別的基因。
肝醣儲積症第四型是很簡單的常染色體隱性特徵遺傳，意味著父母雙方都是帶有特變基因才會出現受感染的後代。

##### GSD IV 測試
為了避免承襲這種特變基因的幼貓，需要消除在挪威森林貓品種的分支酶的编码基因(GBE1)特變，所有用作繁殖的貓，都需要經過 DNA 測試。從測試中可以知道哪些是健康然而帶有這種特變基因的貓。這測試一生只需要進行一次。

## 外部連結
- Fédération Internationale Féline （页面存档备份，存于）
- 英國挪威森林貓會 （页面存档备份，存于）
- 意大利挪威森林貓 （页面存档备份，存于）